# Pillangócsomó
A pillangócsomó egy csomótípus, amelyet arra használnak, hogy egy kötél középső részén rögzítsenek valamit. Mivel e csomó a kiindulópontjaként szolgáló hurokra épül, ezért nem szükséges, hogy a kötél bármelyik végét is használni kelljen megkötéséhez. Ez főleg akkor jelenthet különösebb előnyt, ha hosszú kötelekkel van dolgunk, mint például hegymászás esetén. A pillangócsomó kiváló középső kötélcsomó, amely elbírja a több irányból érkező terheléseket, valamint szimmetrikus alakja miatt könnyedén felismerhető. Mászással kapcsolatban e csomót lehet alkalmazni oldalirányú mászások biztosítására, rögzítőpontok kialakításánál, illetve hosszabb lelógó kötélvégek rövidítésére, vagy sérült, elhasználódott kötélszakaszok lehatárolására is.

## Készítése

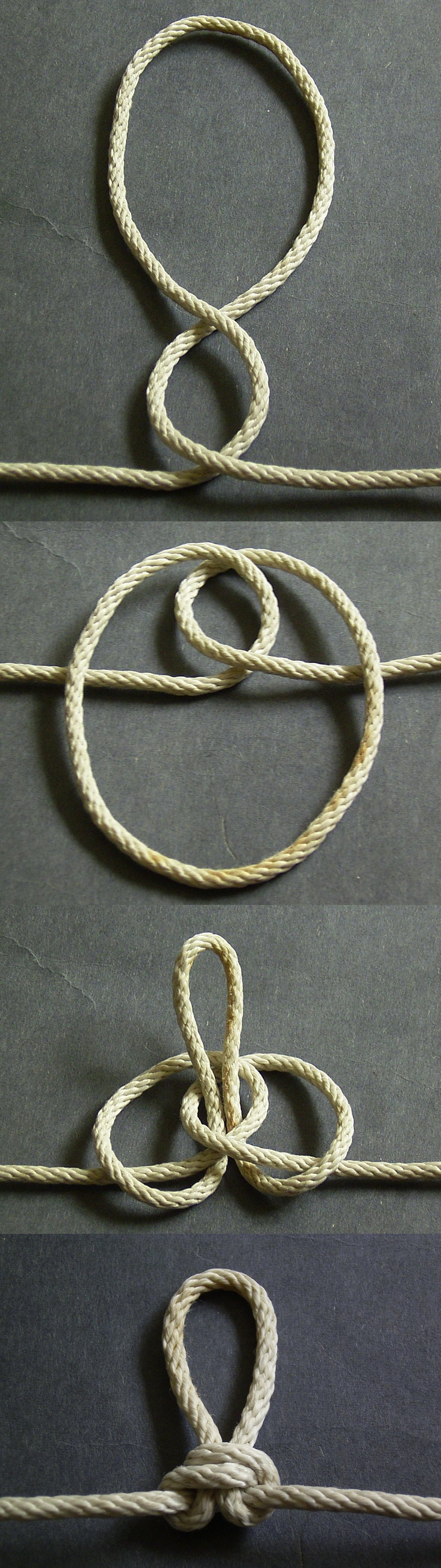
Készítése

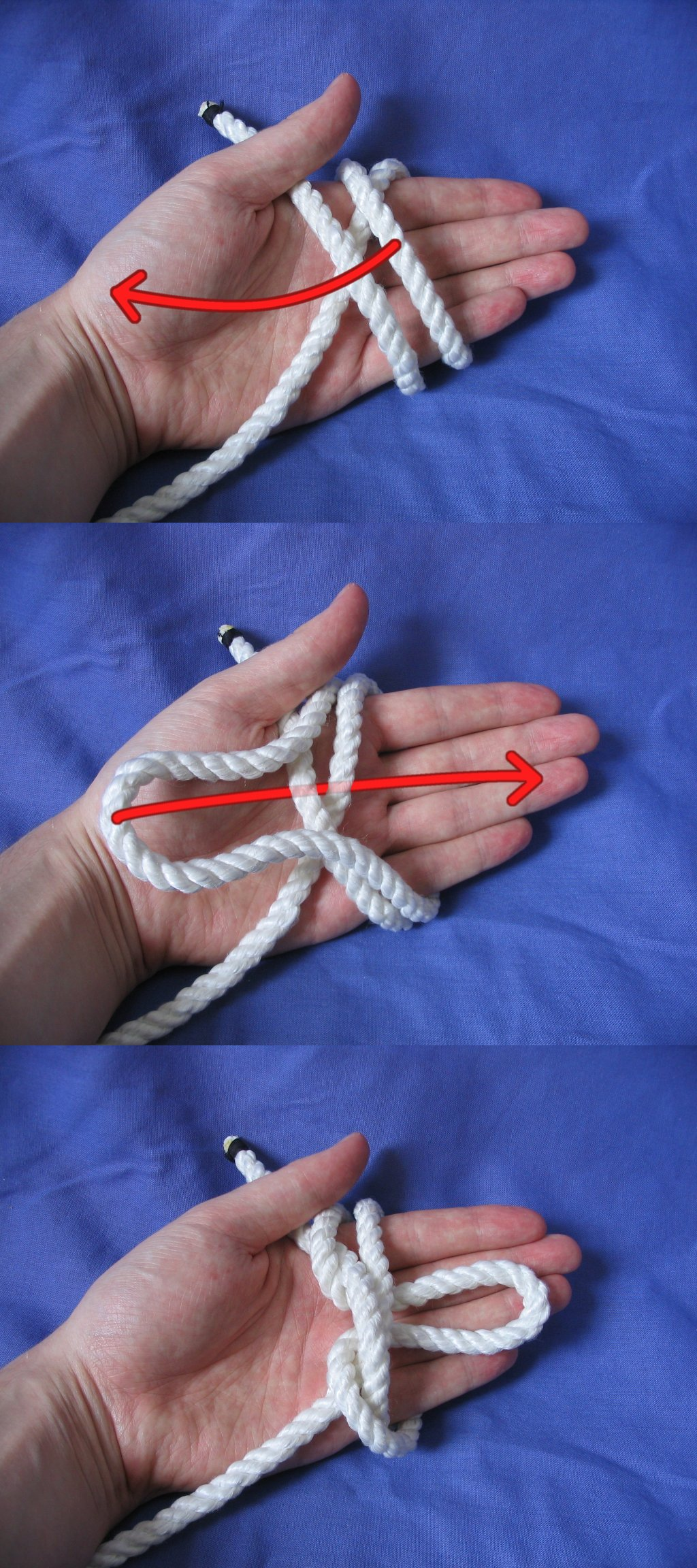
Alternatív elkészítése

Kezdésnek egy hurkot kell formálni a kötélből, úgy, hogy a balra kivezető szár a jobbra kivezető szár alatt, de a hurok kiindulópontjánál fent legyen, míg a jobbra kivezető szár a hurok végpontjánál alul fut át és a balra kivezető szár felett haladjon át. Ezután a hurkot ráfordítjuk a két kivezető szár közére. Ezt követően a felénk fordított hurkot átbújtatjuk a két kivezető szár és a hurok kezdőpontjai által közrefogott körön alulról, melyet ehhez meg kell emelnünk. Az átbújtatott hurok méretét a kellő mértékűre állítjuk be, majd rögzítjük a csomót.

## Története
A. A. Burger 1914-ben megjelent Rope and Its Uses (Kötelek és azok használata) című könyvében bukkant fel először leírása. Burger szerint ezt a csomófajtát főleg vasúti pályaőrök, illetve telefonos kommunikáció kiépítésével foglalkozó dolgozók használták leggyakrabban. A csomó bármilyen irányból érkező erőhatásnak való ellenálló képessége azonban vitatott.
A pillangócsomó hegymászással, illetve ezen túl is a lepkékkel való asszociálása 1928-ból ered C. E. I. Wright és J. E. Magowan nyomán, akik az Alpine Journal című újság újságírói voltak. A szerzőpáros számos csomót sajátjának tulajdonított, annak ellenére, hogy ezek közül több már korábban is ismert volt máshonnan.

## Használata
A pillangócsomót jellemzően karabinerek hevederjeként, hámjaként használják, valamint kötelek elhasználódott, megkopott részeinek elhatárolására is alkalmazzák, hogy általa el tudják kerülni ezen kötélszakaszok terhelés általi elszakadását és az ebből fakadó balesetek bekövetkeztét.
Amennyiben rosszul kötik meg, akkor az úgy nevezett hamis pillangó-csomót kapják, amely nem rögzít megfelelően, sőt a megcsúszásra hajlamos. Ugyanakkor bizonyos esetekben ezt használják ki arra, hogy hirtelen erőhatásokat csökkentsenek általa.  Wright és Magowan ezt a fajta csomót  „half-hitch noose”-nak nevezte.

## Előnyei
- Stabil, biztonságos hurkot alkot, miután előzetesen megfelelő méretűre lett beállítva,
- a csomó számára három irányból érkező terhelést tesz lehetővé,
- viszonylag könnyen kioldható terhelés után is, kivéve, ha át van ázva a kötél,
- a hurok mérete könnyedén megváltoztatható, szemben más, jóval bonyolultabb csomóval,
- könnyen felismerhető,
- egy kézzel, vagy kesztyűben is megköthető.

## Fordítás
Ez a szócikk részben vagy egészben  a   Butterfly loop című angol Wikipédia-szócikk ezen változatának fordításán alapul.  Az eredeti cikk szerkesztőit annak laptörténete sorolja fel. Ez a jelzés csupán a megfogalmazás eredetét és a szerzői jogokat jelzi, nem szolgál a cikkben szereplő információk forrásmegjelöléseként.